# Jatropha orangeana
Jatropha orangeana là một loài thực vật có hoa trong họ Đại kích. Loài này được Dinter ex P.G.Mey. mô tả khoa học đầu tiên năm 1960.